# Пјешчаница
Пјешчаница је насељено мјесто у општини Гвозд на Кордуну, Република Хрватска.

## Историја
Пјешчаница је од распада Југославије до августа 1995. била у саставу Републике Српске Крајине. У операцији Олуја, августа 1995. године, многи Срби су протерани из Пјешчанице.

### Други свјетски рат
Од око 1600 предратних становника Пјешчанице, њих 338 је учествовало у народноослободилачкој борби, 52 је пало током борби, 210 су убиле усташе и Немци, 63 су били жртве епидемије тифуса а још 13 становника се сматрало страдалим у борбама.

## Становништво
На попису становништва 2011. године, Пјешчаница је имала 161 становника.
| Националност       | 1991. | 1981. | 1971. | 1961. |
| Срби               | 651   | 911   | 1.124 | 1.215 |
| Југословени        | 4     | 11    |       | 1     |
| Хрвати             | 3     | 3     | 3     | 5     |
| Црногорци          |       | 1     |       |       |
| Муслимани          |       | 1     |       |       |
| Македонци          |       |       | 1     |       |
| остали и непознато | 3     | 12    | 7     | 4     |
| Укупно             | 661   | 939   | 1.135 | 1.225 |

| Демографија | Демографија | Демографија |
| Година      | Становника  | Становника  |
| ----------- | ----------- | ----------- |
| 1961.       | 1.225       |             |
| 1971.       | 1.135       |             |
| 1981.       | 939         |             |
| 1991.       | 661         |             |
| 2001.       | 222         |             |

## Попис 2011.
На попису становништва 2011. године, насељено место Пјешчаница је имало 161 становника, следећег националног састава:
| Попис 2011.‍ | Попис 2011.‍ | Попис 2011.‍ | Попис 2011.‍ | Попис 2011.‍ |
| ----------- | ----------- | ----------- | ----------- | ----------- |
|             |             |             |             |             |
| Срби        | Срби        |             | 138         | 85,71%      |
| Хрвати      | Хрвати      |             | 20          | 12,42%      |
| остали      | остали      |             | 3           | 1,87%       |
| укупно: 161 |             |             |             |             |

## Аустроугарскипопис 1910.
На попису 1910. године насеље Пјешчаница је имало 1.360 становника, следећег националног састава:
- укупно: 1.360
- Срби — 1.350 (99,26%)
- Хрвати — 10 (0,73%)